# Sim (actor)
Sim (21 de julio de 1926 — 6 de septiembre de 2009) fue un actor, humorista, cantante, letrista y escritor de nacionalidad francesa, conocido entre otras cosas por su participación en el programa radiofónico Les Grosses Têtes.

## Biografía
Nacido en Cauterets, Francia, su verdadero nombre era Simon Jacques Eugène Berryer. Pasó su infancia en Ancenis (Loira Atlántico), villa en la cual sus padres tenían un cine, L’Eden, y donde trabajó de portero. Poco antes del inicio de la Segunda Guerra Mundial, la familia se instaló en Nantes, dirigiendo otra sala, el Majestic. En Nantes Simon siguió estudios en el liceo Leloup-Bouhier.
Sim debutó profesionalmente en 1946, trabajando en Rennes como operador del cine Le Royal. A partir de 1953 presentó un número de canción cómica en los cabarets parisinos, a menudo vistiéndose de mujer, como hizo en el Madame Arthur de la Rue des Martyrs. Esa época de su carrera se evoca en el film Elle boit pas, elle fume pas, elle drague pas mais elle cause, dirigido por Michel Audiard.
En la década de 1960 formó parte del equipo que animaba las emisiones televisadas para la juventud organizadas por Jean Nohain, y más adelante interpretó a la baronesa de la Tronche-en-Biais en un programa de Guy Lux.
Sim participó en numerosas producciones televisivas, y en la década de 1970, con el humorista Édouard Caillau, cantó dúos y números cómicos para el show Chansons à la carte, emitido en la RTBF de Bélgica. Fue en esos números en los cuales Sim encarnó a su personaje de la baronesa de la Tronche-en-Biais. En Francia hizo de manera regular números cómicos, a menudo disfrazado, en los shows de Guy Lux.
La década de 1970 fue para él la más rica desde el punto de vista cinematográfico. Sim participó también en la emisión radiofónica (y más adelante televisada) de Les Grosses Têtes desde su creación en 1977. Así mismo fue un invitado regular del concurso L'Académie des neuf. Como actor hizo el papel de Geriatrix en las películas de Astérix Astérix y Obélix contra César y Astérix en los Juegos Olímpicos.
Sim además escribió guiones para la serie televisiva Louis la Brocante, en la cual interpretaba también el papel de Théodore en varios episodios.
Sim falleció el 6 de septiembre de 2009, a los 83 años de edad, a causa de una embolia pulmonar, en Saint-Raphaël (Var). Llevaba varios días hospitalizados a causa de una neumonía. Su funeral tuvo lugar en la Iglesia Saint-Pierre-Saint-Paul de Roquebrune-sur-Argens, localidad en la que residía y en la cual fue enterrado.

## Filmografía

### Cine
- 1958: Les Gaîtés de l'escadrille, de Georges Péclet.
- 1962: Cartouche, de Philippe de Broca.
- 1969: Une veuve en or, de Michel Audiard.
- 1970: Elle boit pas, elle fume pas, elle drague pas, mais... elle cause !, de Michel Audiard.
- 1971: Les Mariés de l'an II, de Jean-Paul Rappeneau.
- 1971: La Grande Maffia, de Philippe Clair.
- 1973: La Brigade en folie, de Philippe Clair.
- 1974: La Grande Nouba, de Christian Caza.
- 1976: Andréa, de Henri Glaeser.
- 1977: Le Roi des bricoleurs, de Jean-Pierre Mocky.
- 1977: Drôles de zèbres, de Guy Lux.
- 1980: Sacrés Gendarmes, de Bernard Launois.
- 1980: Touch' pas à mon biniou, de Bernard Launois.
- 1984: Pinot simple flic, de Gérard Jugnot.
- 1990: La Voce della luna, de Federico Fellini.
- 1999: Astérix y Obélix contra César, de Claude Zidi.
- 2008: Astérix en los Juegos Olímpicos, de Frédéric Forestier.

### Televisión
- 1973: La Porteuse de pain, de Marcel Camus.
- 1974: Au théâtre ce soir, de Pierre-Aristide Bréal, puesta en escena de Michel Roux, dirigida por Georges Folgoas, Teatro Marigny.
- 1981: Les Rats de caves, de Jean-Claude Morin.
- 1981: Le Roman du samedi: L'agent secret, de Marcel Camus.
- 1984: Le Brin de muguet, de Jean-Claude Morin.
- 2003 - 2009: Louis la Brocante.

## Discografía
- 1958 : La nymphe aux pieds mutins
- 1969 : La Libellule (de la banda sonora del film Elle boit pas, elle fume pas, elle drague pas, mais… elle cause !)
- 1971 : J'aime pas les rhododendrons
- 1971 : Je suis heureux
- 1972 : C'est bien moi la plus belle
- 1972 : C'est pas moi, c'est ma sœur
- 1972 : J'ai un cheveu sur la langue
- 1972 : Mangez miam, buvez gloup
- 1973 : Les Impôts
- 1973 : Rocky Balloon
- 1974 : La Poule (de la banda sonora de La Grande Nouba)
- 1974 : Sim Boum Boum
- 1975 : L'Homme au foyer
- 1975 : Je joue de l'hélicon
- 1977 : Le Roi des bricoleurs (banda sonora del film del mismo nombre)
- 1978 : Où est ma ch'mise grise ?, con Patrick Topaloff, parodia del tema de la película Grease You're the One That I Want
- 1980 : L'Évadé du Névada
- 1980 : Pépé Reggae
- 1980 : Quoi ma gueule !, parodia de Ma gueule de Johnny Hallyday
- 1981 : Un bisou sous la pluie
- 2003 : Où est ma ch'mise grise ?, con Patrick Topaloff, parodia del tema de la película Grease You're the One That I Want

## Teatro
- 1987 : Le Tourniquet de Victor Lanoux, puesta en escena del autor, Théâtre des Bouffes-Parisiens
- 1988 : Le Tourniquet de Victor Lanoux, puesta en escena del autor, Teatro Célestins
- 1989 : La Ritournelle de Victor Lanoux, puesta en escena del autor, Teatro Antoine, Teatro Célestins
- 1992 : Une cloche en or de Sim, puesta en escena del autor, Teatro Nouveautés